# Naomi Klein
Naomi Klein (ur. 8 maja 1970 w Montrealu) – kanadyjska dziennikarka, pisarka i działaczka społeczna.
Klein opublikowała m.in. monografię No logo (1999), która stała się manifestem alterglobalizmu, i Doktryna szoku (2007).

## Rodzina
Wychowała się w silnie zaangażowanej społecznie i politycznie rodzinie o żydowskich korzeniach. Dziadkowie od strony ojca byli amerykańskimi marksistami aktywnymi politycznie w USA w latach 30. i 40. Phillip Klein, dziadek Naomi, zawodowy rysownik, zatrudniony w wytwórni Walta Disneya, pracował nad takimi produkcjami jak Fantazja, Królewna Śnieżka czy Pinokio. W 1941 roku, chcąc wyegzekwować zaległe premie od wytwórni, zainicjował kilkumiesięczny strajk, zakończony zwolnieniem oraz wciągnięciem go na czarną listę McCarthy’ego. Wiara w ideowy komunizm dziadków Naomi całkowicie upadła po wydarzeniach związanych z podpisaniem przez Stalina paktu Ribbentrop-Mołotow oraz referacie Nikity Chruszczowa w 1956 roku. Ojciec, Michael Klein, był fizykiem zaangażowanym w protesty społeczne przeciwko wojnie wietnamskiej. Gdy Naomi miała sześć lat, przeprowadził się wraz z rodziną do Kanady, kontynuując działalność społeczną. Jej matka, Bonnie Klein, jest znana głównie jako twórczyni filmu Not a Love Story, będącego krytyką zjawiska pornografii. Jej brat, Seth Klein, jest działaczem określanej jako lewicowa organizacji Canadian Centre for Policy Alternatives. Mąż, Avi Lewis, jest kanadyjskim dziennikarzem i dokumentalistą.

## Działalność

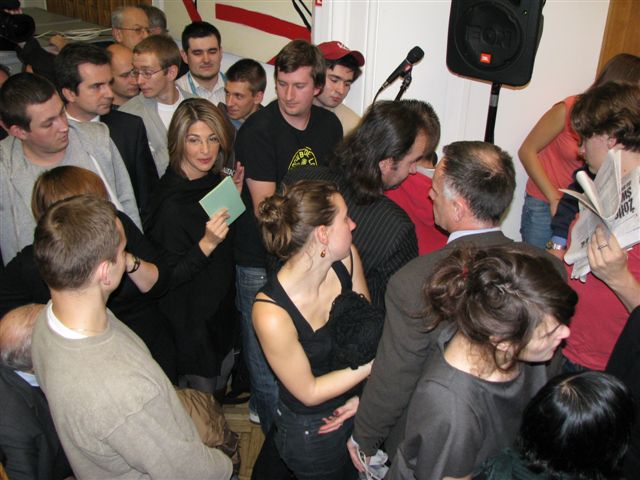
Naomi Klein wśród polskich studentów – Warszawa, 20 listopada 2008 r.

Naomi Klein karierę dziennikarską rozpoczęła dosyć wcześnie, bo już na początku lat 90. podczas studiów filologicznych. Była to współpraca z gazetą studencką „The Varsity”, wydawaną na Uniwersytecie Toronto, pełniąc funkcję redaktora naczelnego. Pisząc dla studenckiej gazety skupiała się na tematach feministycznych, stopniowo angażując się w problematykę społeczną, ewoluującą w stronę „anty”-markowości czy „anty”-brandingowi. Początkowa niechęć do feminizmu, wynikająca z aktywności na tym polu jej matki oraz związanych z tym przykrości ze strony rówieśników, uległa całkowitej zmianie pod wpływem narodowej traumy, jaka również i jej się udzieliła w wyniku wydarzeń na Politechnice w Montrealu w 1989 roku, gdzie Marc Lépine zabił czternaście kobiet, drugie tyle osób ranił, następnie popełnił samobójstwo. W 1990 roku Naomi Klein w studenckiej gazecie „The Varsity” opublikowała artykuł zatytułowany „Victim do Victimizer”, będący odpowiedzią na brutalną politykę Izraela w Strefie Gazy. Klein pomimo korzeni żydowskich, wezwała w nim Izrael do zaprzestania szykanowania nie tylko Palestyńczyków, ale również izraelskich kobiet. Metaforyczne porównanie przemocy, oskarżenie izraelskich mężczyzn o rasizm i mizoginizm wywołało wściekłość społeczności żydowskiej w Toronto. Po opublikowaniu artykułu otrzymywała liczne pogróżki bombowego zamachu. W 1994 roku Naomi Klein przerwała studia na Uniwersytecie Toronto dla pracy w lokalnej gazecie „Toronto Globe and Mail”. Równocześnie współpracowała z lewicowym periodykiem „This Magazine”, poświęconym polityce, będącym kanadyjskim odpowiednikiem „The Nation”. Dzięki ostrym tekstom o tym, jak młodzi ludzie pozbawiani są przestrzeni w oficjalnych mediach zdobyła uznanie czytelników, co wkrótce zaowocowało awansem na stanowisko redaktora naczelnego. W wieku 24 lat Naomi Klein otrzymała propozycje od Johna Hondericha, wydawcy „The Toronto Star” (jednej z największych gazet w Kanadzie) pisania stałych felietonów. Było to ogromne wyróżnienie z tego względu, iż w USA oraz w Wielkiej Brytanii autorami felietonów są praktycznie tylko doświadczeni dziennikarze. W felietonach poruszała kwestie współzależności między kulturą i polityką, prawami wielkich korporacji i ich wpływem na życie konsumentów, zmianom zachodzącym pod wpływem marketingu w kulturze i społeczeństwie. W 1996 roku powróciła na studia, aby w następnym semestrze ponownie je przerwać. Zmiany, jakie zaszły w przeciągu kilku lat na uniwersytecie, związane z wszechobecną i nachalną reklamą wielkich korporacji, zainspirowały ją do pracy reporterskiej. Naomi Klein podkreślała, że przede wszystkim jest pisarką, a nie reporterką.

### No logo
W 2000 roku, po czteroletniej pracy, opublikowała No Logo. Taking Aim at the Brand Bullies. Książka była i jest uznawana za manifest ruchów alterglobalistycznych i antyglobalistycznych. Klein opisała tam negatywny wpływ strategii marketingowych zorientowanych na markę wywierany na życie społeczeństw krajów rozwiniętych oraz działania korporacji w krajach biednych, przyczyniające się do ich dalszego zubożenia. Symbolem obu tych zjawisk stała się korporacja Nike. Samej autorce książka przyniosła ogromną popularność w kręgach alterglobalistycznych. Pomimo stanowczego sprzeciwu zainteresowanej, jej poglądy zaczęto identyfikować jako ideologiczny głos tego ruchu, stawiając je na równi z takimi intelektualistami, jak Noam Chomsky, Octavio Ianni, Manuel Vázquez Montalbán czy Joseph E. Stiglitz. No logo w krótkim czasie zyskało status światowego bestsellera. Klein spotkała się z licznymi pozytywnymi recenzjami znanych ekonomistów, jak również z ogromną krytyką, w szczególności dziennikarzy skupionych wokół tygodnika „The Economist”. Gazety takie jak „Financial Times” nazwały tę książkę „Wezwaniem do broni”, „The New York Times” „antykorporacyjnym Kapitałem”, „The Guardian” „Inteligentną książką” a liberalno-lewicowy „The Observer” podsumował swoją recenzję jako: „Inteligentna złość”. Wywołana burza wokół książki Klein została wkrótce nazwana pojedynkiem „No logo kontra Pro logo”, który wypromował także samą autorkę i pozwolił jej, pomimo młodego wieku, stać się bardzo wpływową osobą w anglosaskim dziennikarstwie. Książka Naomi Klein „No logo” w 2003 została przeniesiona na ekrany przez Sut Jhally w formie 40-minutowego dokumentu filmowego pod tytułem No Logo – Brands, Globalization & Resistance.

### Mury i wyłomy
W 2002 roku ukazała się jej druga książka Mury i wyłomy, czyli bariery i szanse. Doniesienia z linii frontu debaty o globalizacji (ang. Fences and Windows. Dispatches from the Front Lines of the Globalization Debate). W Polsce książka została wydana dopiero w 2008 roku. Jest ona w pewnym sensie postscriptum do No logo i stanowi zbiór, mozaikę artykułów prasowych, esejów oraz przemówień opublikowanych dla „The Globe and Mail” i „The Nation” oraz „Los Angeles Times” powstałych w latach 1999–2002 jako efekt 30-miesięcznego tournée po całym świecie w ramach promocji pierwszej książki No logo. Mury i wyłomy to nie tylko książka, to również specjalny fundusz założony przez Naomi Klein, który działał w latach 2002–2004. Zasilała go część dochodu z każdego sprzedanego egzemplarza książki. Pieniądze przeznaczone były dla organizacji pozarządowych, takich jak Corporate Watch z Wielkiej Brytanii publikującej raporty o nieetycznym postępowaniu firm, czy Coalition of Immokalee Workers z USA – aktywistów domagających się m.in. podniesienia płac minimalnych dla robotników zbierających pomidory dla Taco Bell na plantacjach w amerykańskim stanie Floryda.

### The Take
W 2004 roku, wraz z mężem zrealizowała film dokumentalny The Take, przedstawiający skutki załamania gospodarczego w Argentynie w latach 1999-2002. Na tle radykalnych decyzji rządu Carlosa Saúla Menema, który za radą Międzynarodowego Funduszu Walutowego zamknął liczne fabryki, ukazany jest Ruch Odzyskiwania Fabryk. Dokument przedstawia przykłady desperackiego przejmowania oraz ponownego uruchamiania zamkniętych zakładów przez bezrobotnych pracowników przemysłu samochodowego w 2001 roku. Robotnicy, w myśl hasła „Okupujcie, walczcie, produkujcie” realizują idee od dawna dyskutowane wśród działaczy związkowych i lewicowych intelektualistów, polegające na tworzeniu w miejscu upadłych zakładów spółdzielni pracowniczych i ich zarządzaniu zgodnie z zasadami demokracji pracowniczej. Dokument otrzymał w 2004 roku nagrodę American Film Institute w kategorii film dokumentalny oraz nagrodę publiczności podczas festiwalu AFI Fest w Los Angeles.

### Doktryna szoku
W 2007 roku wydała książkę Doktryna szoku. Jak współczesny kapitalizm wykorzystuje klęski żywiołowe i kryzysy społeczne (ang. The Shock Doctrine. The Rise of Disaster Capitalism), w której krytykuje współczesny kapitalizm. Od momentu wydania książka Naomi Klein doczekała się licznych recenzji, komentarzy i artykułów. Podobnie jak w przypadku No Logo, także i Doktrynę odebrano pozytywnie, a często entuzjastycznie, szczególnie w środowiskach młodych i lewicowych. Przychylnie do książki odniosły się takie osobistości, jak laureat ekonomicznej nagrody Nobla Joseph E. Stiglitz czy John N. Gray z London School of Economics, który na łamach „The Guardian” stwierdził, że niewiele jest książek, które naprawdę pomagają nam zrozumieć teraźniejszość, a „Doktryna szoku” jest jedną z nich. Krytyka pojawiła się głównie ze strony establishmentu, w kręgach liberalnych czy libertariańskich, wśród znanych ekonomistów wywodzących się z tzw. „szkoły chicagowskiej”, w tym Leszka Balcerowicza, jak również przez czasopisma finansowe, jak np. „Financial Times” czy „The Economist”. Za Doktrynę szoku autorka otrzymała interdyscyplinarną nagrodę Warwick Prize w wysokości 50 tysięcy funtów. Nagroda została ufundowana przez University of Warwick w Wielkiej Brytanii, wyróżniająca co dwa lata anglojęzyczne książki, które przyczyniają się do intelektualnego i naukowego postępu, wyjaśniając zachodzące zjawiska na świecie w sposób jasny i klarowny. Doktryna szoku została także przeniesiona na ekran w formie dokumentu reżyserowanym przez Jonasa Cuaróna. Polska premiera tego filmu odbyła się 16 kwietnia 2010 roku.
W dniach 19-20 listopada 2008 roku Klein odwiedziła Warszawę w związku z polskim wydaniem Doktryny szoku. W trakcie wizyty wygłosiła m.in. wykład na Uniwersytecie Warszawskim oraz wzięła udział w debacie z Janem Krzysztofem Bieleckim, zorganizowanej przez „Dziennik” i tygodnik opinii „Europa” w Collegium Civitas.

## Obecnie
W 2011 roku skorzystała z zaproszenia Sapling Foundation. W styczniu 2011 wystąpiła jako prelegent na konferencji TED, której celem jest popularyzacja „idei wartych rozpowszechniania”.
Obecnie Naomi Klein jest reporterem w magazynach takich jak „Harper’s Magazine” czy „Rolling Stone”, pisze także felietony dla „The Nation” i „The Guardian”. Dodatkowo, jej artykuły pojawiają się również w „The New York Times”, „The Washington Post”, „Newsweek”, „Los Angeles Times”, „The Globe and Mail”, „El País”, „l’Espresso” i „New Statesman” oraz wielu innych czasopismach. W 2004 Naomi Klein za swoje reportaże z wojny w Iraku dla „Harper’s Magazine” otrzymała nagrodę Jamesa Aronsona, przyznawaną dziennikarzom zaangażowanym w walkę o sprawiedliwość społeczną. Naomi Klein była także wykładowcą w London School of Economics w Wielkiej Brytanii w ramach programu stypendialnego im. Ralpha Milibanda. Ma również honorowy tytuł doktora prawa cywilnego na kanadyjskim uniwersytecie King’s College w Nowej Szkocji.
Mieszka w Toronto (Kanada).